# Nieuport-Bains
Nieuport-Bains, Nieuport-les-Bains (en néerlandais : Nieuwpoort-Bad), plus rarement Nieuport-sur-Mer (en néerlandais : Nieuwpoort-aan-Zee) est la station balnéaire de Nieuport, une ville de Flandre-Occidentale.

## Histoire
Nieuport-Bains est fondée après la suppression de Nieuport comme ville de garnison (en 1856) et le démantèlement de ses fortifications (entre 1861 et 1866). L'ensemble des terres côtières sont acquises par Benjamin Crombez et, en 1864, la Société anonyme de Nieuport-Bains est fondée. Un Pavillon des Bains, ou Kursaal, est achevé la même année. Une petite jetée est alors construite et, en 1865, Nieuport-Bains est reliée à la ville par une route goudronnée, sur laquelle est établie une ligne de calèches.
En 1867, Benjamin Crombez y fait construire une résidence d'été. Crombez prend ensuite en charge le développement de la station balnéaire. Une partie du terrain est morcelée, un boulevard, la Zeedijk, est construit, ainsi que, entre autres, la Herdrikaplein. L'objectif était d'en faire une station balnéaire de standing aristocratique, excluant ainsi tout commerce. Cependant, le Grand Hôtel des Bains, l'Hôtel de la Digue et l'Hôtel de la Plage, ainsi que plusieurs autres, sont construits. La ville possédait même son propre journal, Le Littoral Nieuport-Bains. Le parc de la villa était réservé aux riches associés de Crombez.
Une ligne de chemin de fer reliant Dixmude à Nieuport-Ville est ouverte dès 1867, puis prolongée jusqu'à Nieuport-Bains en 1869 (Gare de Nieuport-Bains). En 1877, l'ancêtre de l' église Saint-Bernard est construite, où diverses confessions pouvaient célébrer leurs offices. Ce bâtiment, propriété de Crombez, ne fut vendu au diocèse de Bruges qu'en 1907. L'influence unilatérale de Crombez sur la station balnéaire suscita de nombreuses critiques, comme en 1904 : « Nieuport-Bains est trop correct, trop ordonné, trop agencé d'après le goût d'un seul ». De plus en plus de personnes évitent la station balnéaire, notamment parce que d'autres stations, moins chères et moins réglementées, se développaient.
Le développement stagne alors quelque peu et, en 1893, Benjamin Crombez céde ses pouvoirs à la SA Grands Hôtels et Villas de Nieuport-Bains . Cette société de développement assure alors le développement de la station balnéaire. En 1902, Benjamin Crombez décéde. Durant ces années, Nieuport-Bains devient également un refuge pour de nombreux artistes.
Le déclenchement de la Première Guerre mondiale entraîne la destruction de la station balnéaire. La bataille de l'Yser se déroule à proximité, et le roi Albert Ier s'installe à la Villa Crombez, tandis que l'État-major se réunit au Grand Hôtel des Bains. Les deux bâtiments sont rapidement détruits.
De 1922 à 1923, la station est reconstruite dont ne nouvelle Villa Crombez, ainsi que des installations comme Le Petit Casino et Le Grand Hôtel. Ce dernier existe aujourd'hui sous le nom de Résidence Blanche. Henri Crombez fait construire une nouvelle villa, aujourd'hui connue sous le nom de De Barkentijn.
Nieuport-Bains, jusqu'alors partie intégrante de la commune d'Ostdunkerque, est rattachée à Nieuport en 1949. Le lieu s'est développé  versville, avec notamment le quartier du port de plaisance. Des immeubles d'appartements et des maisons de vacances apparurent également. La petite zone dunaire restante fut protégée en 2013 sous le nom de «&nbsp;Zone dunaire à l'ouest de Nieuport-Bains&nbsp;» .

## Train, tram et bus
Une gare de Nieuport-Bains se trouvait sur la ligne 74 du chemin de fer. La  partie de ligne de chemin de fer, reliant la ville à la station balnéaire et donc la gare fut fermée en 1952 et démantelée en 1965. Le reste de la ligne suivit en 1977. L'ancienne ligne est aujourd'hui en grande partie une piste cyclable (Sportpad) et en partie une voie de service longeant le chenal du port. Le premier tramway à vapeur de la SNCV circula de la ville à la station balnéaire en 1903, sur cette ligne de chemin de fer. Il y avait deux largeurs de voie sur ce tronçon. En 1929, la ligne de tramway fut électrifiée et prolongée jusqu'à La Panne. Dans sa forme moderne, c'est aujourd'hui le tram de la côte. Le train traversait en diagonale l'emplacement actuel de l'arrêt de tramway Cardijnlaan. Une fois par jour, un bus (69) circule toujours dans un sens jusqu'à Nieuport-Ville. D'autres lignes de bus partent de Nieuport-Ville.

## Bâtiments

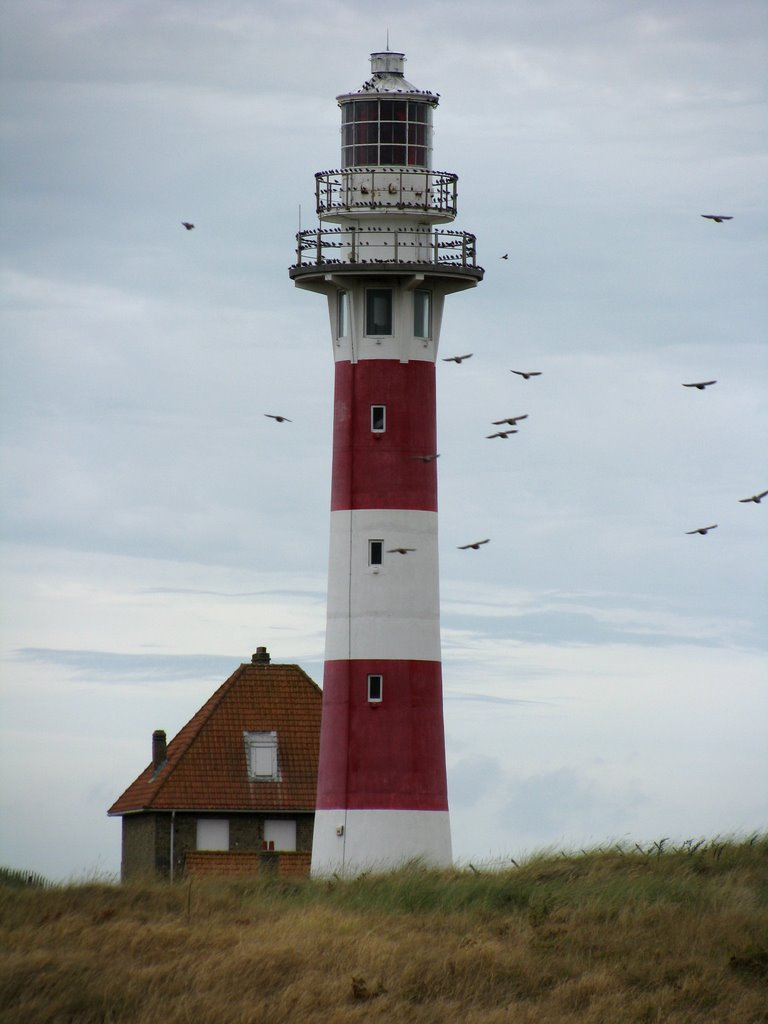
Le phare.

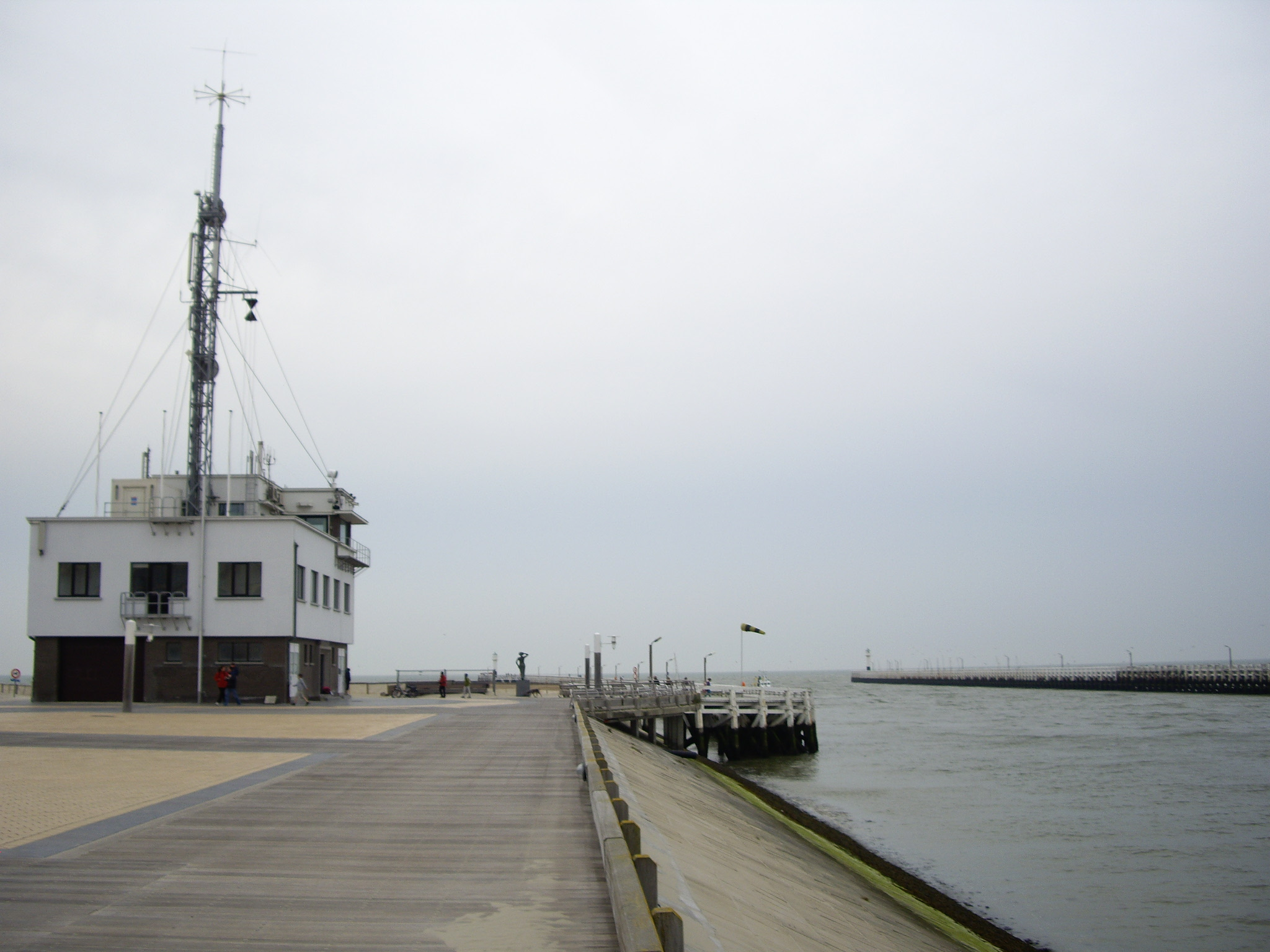
L’embouchure de l'Yser, entre les deux estacades. À gauche, l’ancien bâtiment du pilotage maritime, reconverti en restaurant.

- Le phare de Nieuport : situé à l'embouchure de l'Yser, le phare actuel, haut de 24 m, date de 1949. Rayé de rouge et de blanc, il est aisément reconnaissable de loin. Il n'y a plus de gardien depuis 1963. Son fonctionnement est maintenant assuré par une commande à distance électronique.
- Architecture balnéaire : Nieuport-Bains conserve quelques exemples d'architecture balnéaire, tels que le « White Residence » (1924) (voyez ci-dessous le « Grand Hôtel ») en style Art déco ou la « villa Crombez » (1923) en style normand qui se dressent sur la digue.
- Réserve naturelle « De IJzermonding » : inaugurée en 2003, elle compte 135 ha. Elle constitue un biotope rare de dunes, de schorres et de slikkes. Dans la partie nord de la réserve se trouve un phare qui constitue un monument emblématique de Nieuport. La réserve est accessible par un parking situé Halvemaanstraat ou en empruntant le pittoresque bac qui relie Nieuport-Bains à la rive droite de l'Yser. De la promenade Robert Orlent (ci-dessous), sur la rive gauche de l'Yser, de nombreux phoques peuvent être aperçus quasi chaque jour sur les terres découvertes à marée basse de cette réserve naturelle.
- La statue Déesse du vent d'Antoon Luyckx est visible dans le Parc Maritime (Maritiem Park), le long de la Promenade Robert Orlent (Robert Orlentpromenade).
- La double estacade à l'embouchure de l'Yser. L’Estacade Ouest a une longueur de 490 mètres. L’Estacade Est est plus longue et mesure 543 mètres. Construites en 1865, ces estacades furent fortement endommagées durant les deux guerres mondiales et furent reconstruites après la cessation des hostilités.
- La Porte-Tempête, un barrage anti-inondation qui sera opérationnel à la fin de l'année 2025. Cette porte, construite à l'embouchure de l'Yser, juste avant les estacades, sera relevée en cas de tempête, et protégera ainsi Nieuport et tout son arrière-pays des inondations lors des fortes marées de tempêtes. Le barrage doit contrer à jamais pour la région de Nieuport la marée de tempête millénaire, similaire à celle de 1953.
- L'œuvre Searching for Utopia (nl) de Jan Fabre, qui figure un homme chevauchant une tortue géante, fut exposée sur la digue de Nieuport dans le cadre de la première édition (2003) du projet d'art Beaufort[4], jusqu'à son retrait pour restauration puis son retour en 2018 devant le centre culturel Ysara[5].
- Le « Grand Hôtel » sis à l'Hendrikaplein (place Henriette) construit en 1924 (et parfois également nommé « White Residence »), un bâtiment Art déco emblématique de Nieuport-Bains (ou également Nieuport-sur-Mer), est transformé en résidences privées par le cabinet d'architecture David Chipperfield, qui lui rend toute sa splendeur et sa magnificence, sous le nom de « The Grand »[6].

## Galerie

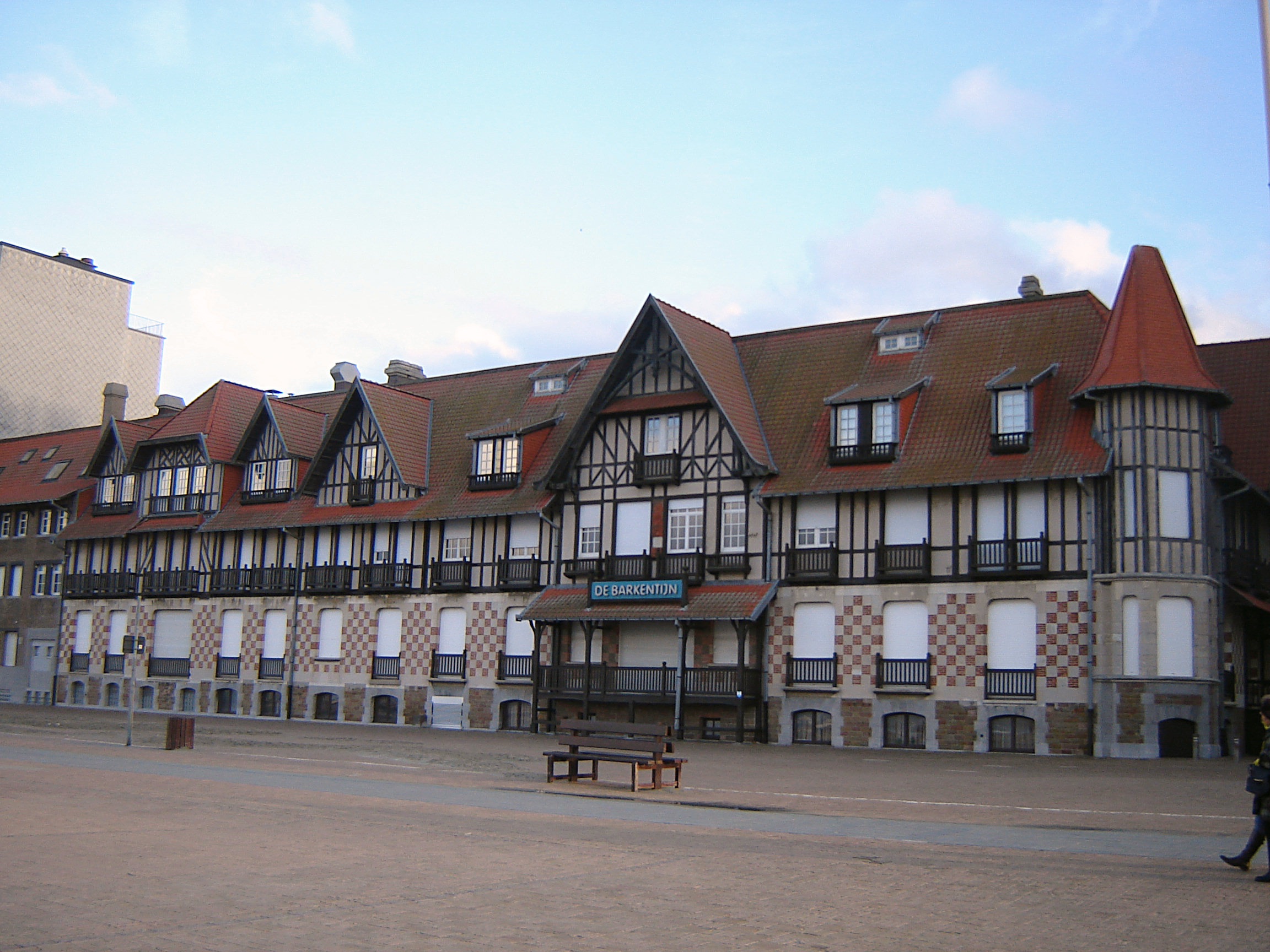
Villa Crombez.
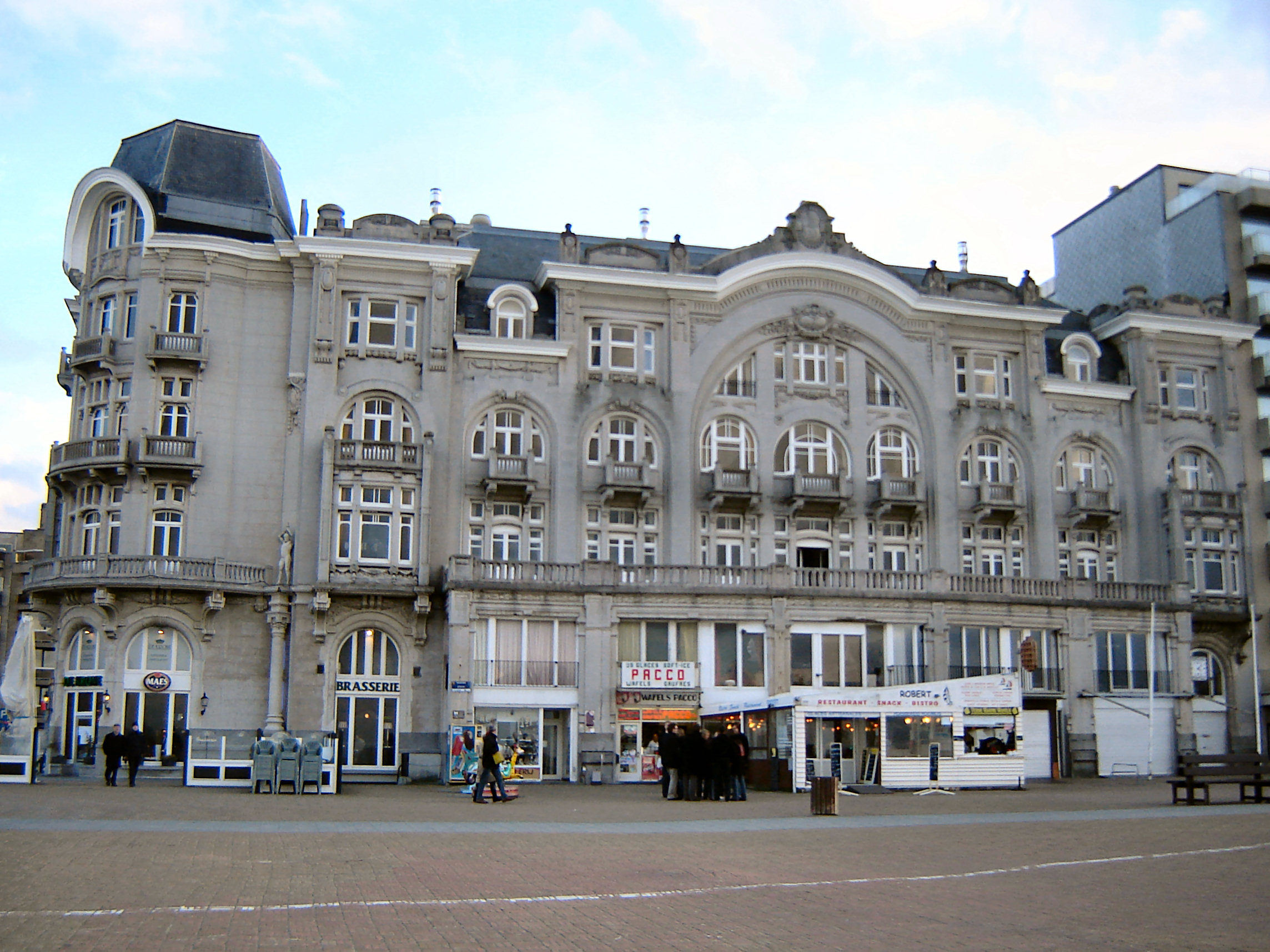
Résidence Blanche.
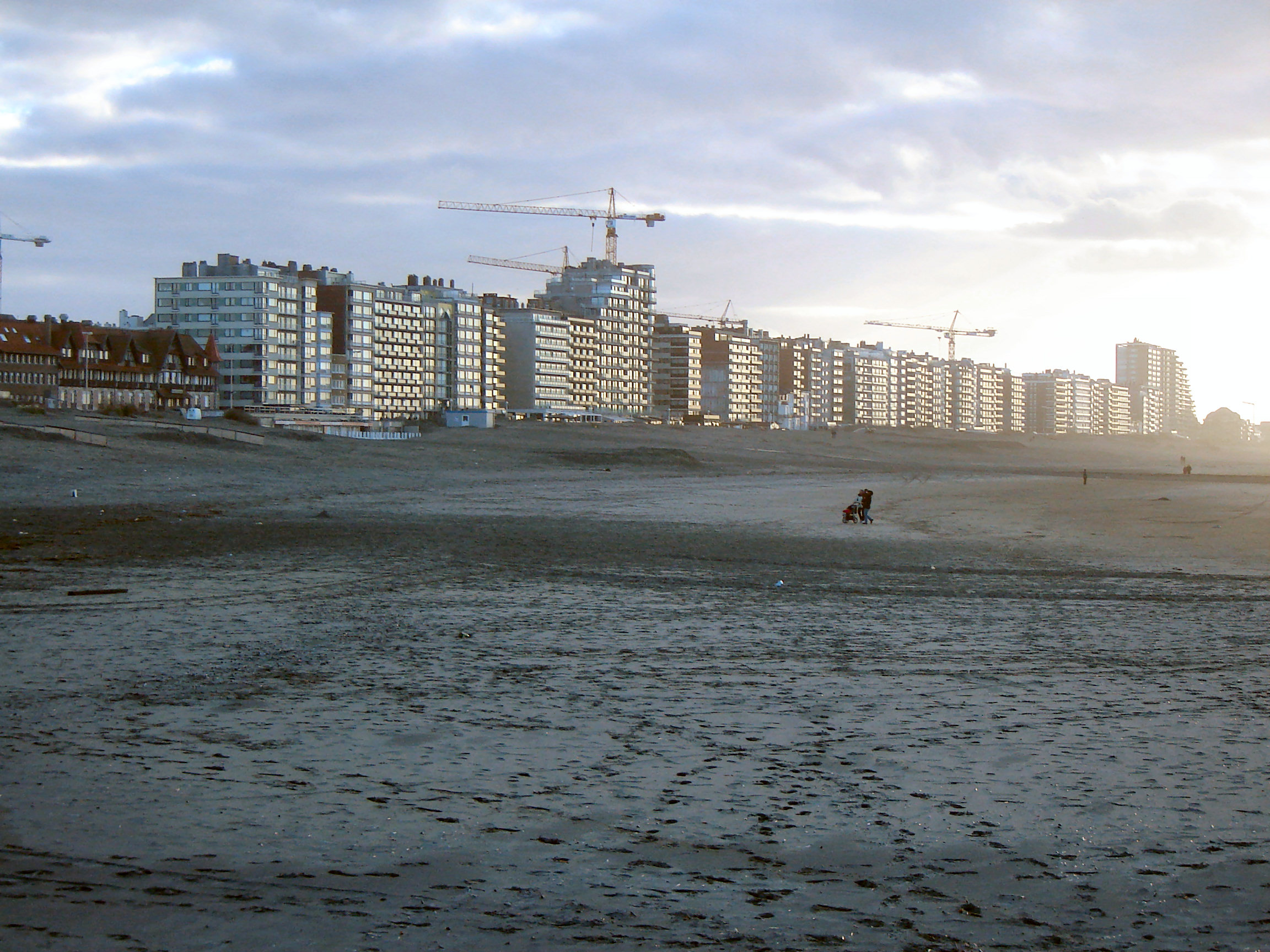
Complexes d'appartements.
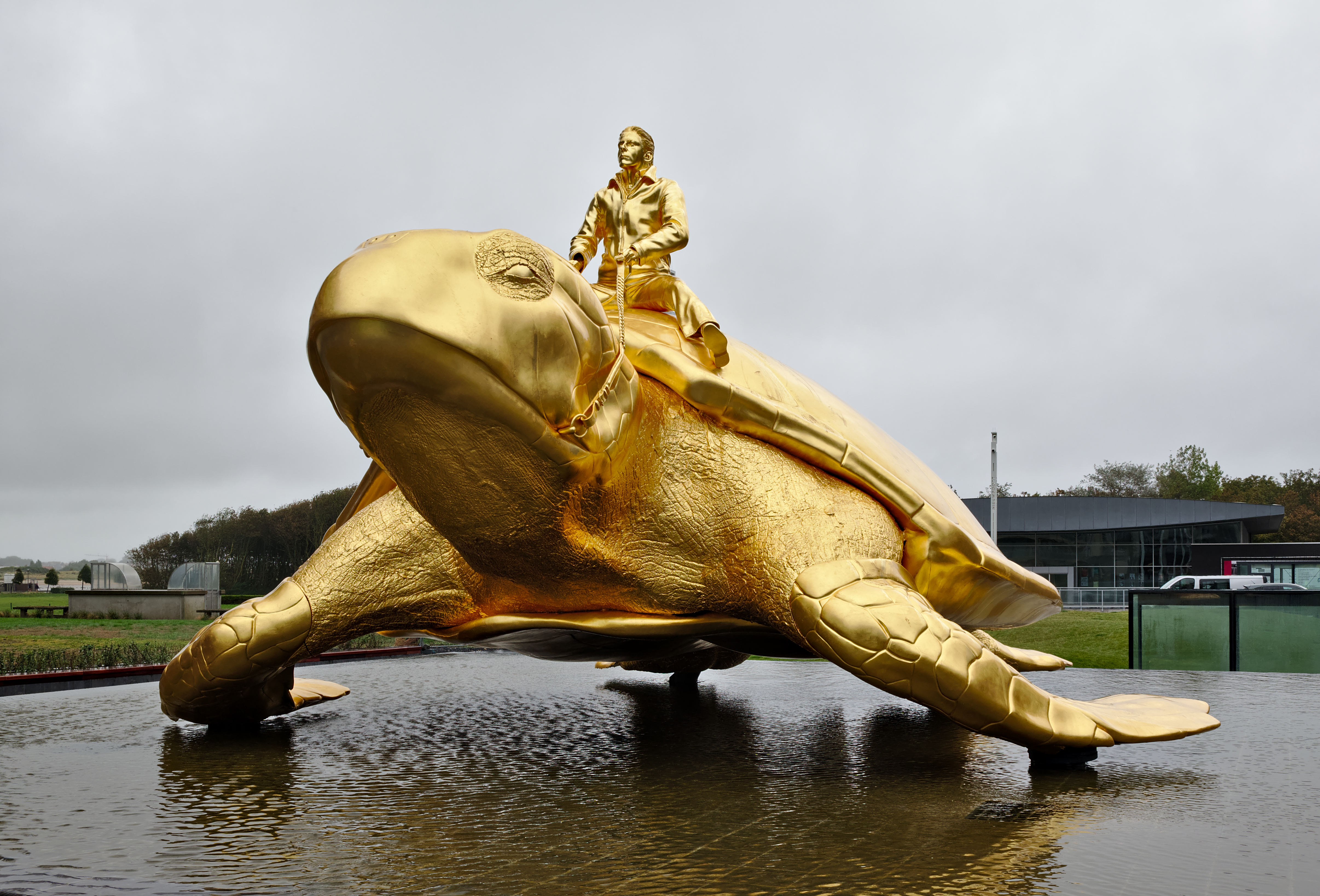
À la recherche de l'utopie par Jan Fabre.

## Villes et villages à proximité
- Nieuport-Ville, Groenendijk Ostdunkerque, Ostdunkerque-Bains, Lombartzyde.